# Kurtamyš
Kurtamyš (in russo Куртамы́ш?) è una città della Russia, situata nell'oblast' di Kurgan, nella Siberia sudoccidentale. È il capoluogo del rajon Kurtamyšskij.